# MacTutor History of Mathematics archive
MacTutor History of Mathematics archive est un site internet maintenu par John J. O'Connor et Edmund F. Robertson et hébergé par l'université de St Andrews en Écosse.

## Description
Le MacTutor History of Mathematics archive contient les biographies détaillées de nombreux mathématiciens importants, ainsi que des informations sur les développements de divers domaines des mathématiques. Ce site a remporté un grand nombre de prix, dont le Hirst Prize de la London Mathematical Society.
MacTutor fait partie d'un grand projet des mêmes auteurs, nommé  « système MacTutor pour les mathématiques » qui représente une base de données HyperCard de 18 mégaoctets.
MacTutor couvre un large éventail de domaines mathématiques, bien que son contenu ait été polarisé par les intérêts et l'enthousiasme de ses auteurs. Ils se sont concentrés sur des secteurs où les possibilités d'un ordinateur et en particulier les possibilités graphiques du Macintosh, donnaient un aperçu de leur travail impossible à obtenir autrement.
Ainsi, à part des thèmes de l'analyse qui peuvent être trouvés dans n'importe quel logiciel mathématique, MacTutor est particulièrement développé en géométrie, en algèbre (en particulier en théorie des groupes), en théorie des graphes, en théorie des nombres et possède  une base de données d'histoire des mathématiques très connue. Il inclut des articles sur les statistiques, le calcul matriciel et l'analyse complexe.